# Òscar Devesa Bajet
Òscar Devesa Bajet (Barcelona, 1963) és un dissenyador format a l'Escola d'Arts i Oficis, l'Escola Diseño Basico i a Elisava de Barcelona.
El 1987, juntament amb Sergi Devesa Bajet (Barcelona, 1961), creen l'empresa D&D Design dedicada al disseny de producte dins el camp del mobiliari, la il·luminació, els equipaments o el packaging entre d'altres. També realitzen disseny d'espais expositius. Col·laboren amb empreses tant nacionals com internacionals i els seus dissenys formen part de les col·leccions de diferents museus de disseny i han estat mostrades en nombroses exposicions de disseny espanyol per tot el món. Han rebut diferents premis i distincions d'ambit nacional i europeu i entre els seus dissenys cal destacar la taula Chincheta (1988), el llum de taula Zen (1990) o un programa de miralls (2002).